# Safia (bướm đêm)
Safia  là một chi bướm đêm thuộc họ Noctuidae.